# Masked Raider (Jim Gardley)
El Masked Raider es un personaje de historieta estadounidense que apareció en los cómics publicados durante los treinta y los cuarenta, periodo conocido como la Golden Age of Comic Books. Creado por el guionista-dibujante Al Anders, su primera aparición fue en una serie de Timely Comics llamada Marvel Comics #1 (Oct. 1939), y fue publicada hasta el número 12 (Oct. 1940) cuando fue rebautizada como Marvel Mystery Comics.
El primer personaje de Western publicado por Timely, la predecesora de Marvel Comics, fue Masked Raider como Jim Gardley, que con su caballo Trueno dedicaba su vida a luchar contra los sinley y traer justicia a los oprimidos.
No está relacionado con la serie de Charlton Comics llamada Billy the Kid, la cual durante los ocho primeros números fue titulada Masked Raider.